# Diana and Me
Pour plus de détails, voir Fiche technique et Distribution.
Diana and Me est un film australien, sorti en 1997.

## Fiche technique
- Titre : Diana and Me
- Réalisation : David Parker
- Scénario : Matt Ford et Elizabeth Coleman
- Musique : Brett Rosenberg
- Pays d'origine : Australie
- Genre : romance
- Date de sortie : 1997

## Distribution
- Toni Collette : Diana Spencer
- Dominic West : Rob Naylor
- Malcolm Kennard : Mark Fraser
- John Simm : Neil
- Victoria Eagger : Carol
- Jerry Hall : Elle-même
- Serena Gordon : Lady Sarah Myers-Booth
- Penne Hackforth-Jones : Pollock
- Nigel Planer : Taxi Driver
- Rupert Vansittart : Chef
- Jason Donovan : Lui-même
- Bob Geldof : Lui-même
- Susan George : Elle-même
- Kylie Minogue : Elle-même
- Susannah York : Elle-même